# Сборная Норвегии по футболу (до 17 лет)
Сборная Норвегии по футболу до 17 лет (норв. Norges G17-landslag i fotball) — национальная футбольная команда, представляющая Норвегию в международных юношеских турнирах и товарищеских матчах. За неё имеют право выступать игроки возрастом 17 лет и младше. Контролируется Норвежской футбольной ассоциацией.
Сборная дважды квалифицировалась на чемпионат Европы до 17 лет. На чемпионатах мира (до 16 / до 17 лет) сборная не выступала.

## Статистика выступлений

### Чемпионат мира (до 16 / до 17 лет)
| Год   | Раунд                    | Место                    | И                        | В                        | Н*                       | П                        | МЗ                       | МП                       |
| ----- | ------------------------ | ------------------------ | ------------------------ | ------------------------ | ------------------------ | ------------------------ | ------------------------ | ------------------------ |
| 1985  | Не квалифицировалась     | Не квалифицировалась     | Не квалифицировалась     | Не квалифицировалась     | Не квалифицировалась     | Не квалифицировалась     | Не квалифицировалась     | Не квалифицировалась     |
| 1987  | Не квалифицировалась     | Не квалифицировалась     | Не квалифицировалась     | Не квалифицировалась     | Не квалифицировалась     | Не квалифицировалась     | Не квалифицировалась     | Не квалифицировалась     |
| 1989  | Не квалифицировалась     | Не квалифицировалась     | Не квалифицировалась     | Не квалифицировалась     | Не квалифицировалась     | Не квалифицировалась     | Не квалифицировалась     | Не квалифицировалась     |
| 1991  | Не квалифицировалась     | Не квалифицировалась     | Не квалифицировалась     | Не квалифицировалась     | Не квалифицировалась     | Не квалифицировалась     | Не квалифицировалась     | Не квалифицировалась     |
| 1993  | Не квалифицировалась     | Не квалифицировалась     | Не квалифицировалась     | Не квалифицировалась     | Не квалифицировалась     | Не квалифицировалась     | Не квалифицировалась     | Не квалифицировалась     |
| 1995  | Не квалифицировалась     | Не квалифицировалась     | Не квалифицировалась     | Не квалифицировалась     | Не квалифицировалась     | Не квалифицировалась     | Не квалифицировалась     | Не квалифицировалась     |
| 1997  | Не квалифицировалась     | Не квалифицировалась     | Не квалифицировалась     | Не квалифицировалась     | Не квалифицировалась     | Не квалифицировалась     | Не квалифицировалась     | Не квалифицировалась     |
| 1999  | Не квалифицировалась     | Не квалифицировалась     | Не квалифицировалась     | Не квалифицировалась     | Не квалифицировалась     | Не квалифицировалась     | Не квалифицировалась     | Не квалифицировалась     |
| 2001  | Не квалифицировалась     | Не квалифицировалась     | Не квалифицировалась     | Не квалифицировалась     | Не квалифицировалась     | Не квалифицировалась     | Не квалифицировалась     | Не квалифицировалась     |
| 2003  | Не квалифицировалась     | Не квалифицировалась     | Не квалифицировалась     | Не квалифицировалась     | Не квалифицировалась     | Не квалифицировалась     | Не квалифицировалась     | Не квалифицировалась     |
| 2005  | Не квалифицировалась     | Не квалифицировалась     | Не квалифицировалась     | Не квалифицировалась     | Не квалифицировалась     | Не квалифицировалась     | Не квалифицировалась     | Не квалифицировалась     |
| 2007  | Не квалифицировалась     | Не квалифицировалась     | Не квалифицировалась     | Не квалифицировалась     | Не квалифицировалась     | Не квалифицировалась     | Не квалифицировалась     | Не квалифицировалась     |
| 2009  | Не квалифицировалась     | Не квалифицировалась     | Не квалифицировалась     | Не квалифицировалась     | Не квалифицировалась     | Не квалифицировалась     | Не квалифицировалась     | Не квалифицировалась     |
| 2011  | Не квалифицировалась     | Не квалифицировалась     | Не квалифицировалась     | Не квалифицировалась     | Не квалифицировалась     | Не квалифицировалась     | Не квалифицировалась     | Не квалифицировалась     |
| 2013  | Не квалифицировалась     | Не квалифицировалась     | Не квалифицировалась     | Не квалифицировалась     | Не квалифицировалась     | Не квалифицировалась     | Не квалифицировалась     | Не квалифицировалась     |
| 2015  | Не квалифицировалась     | Не квалифицировалась     | Не квалифицировалась     | Не квалифицировалась     | Не квалифицировалась     | Не квалифицировалась     | Не квалифицировалась     | Не квалифицировалась     |
| 2017  | Не квалифицировалась     | Не квалифицировалась     | Не квалифицировалась     | Не квалифицировалась     | Не квалифицировалась     | Не квалифицировалась     | Не квалифицировалась     | Не квалифицировалась     |
| 2019  | Не квалифицировалась     | Не квалифицировалась     | Не квалифицировалась     | Не квалифицировалась     | Не квалифицировалась     | Не квалифицировалась     | Не квалифицировалась     | Не квалифицировалась     |
| 2021  | Будет определено позднее | Будет определено позднее | Будет определено позднее | Будет определено позднее | Будет определено позднее | Будет определено позднее | Будет определено позднее | Будет определено позднее |
| Итого | 0/19                     |                          | 0                        | 0                        | 0                        | 0                        | 0                        | 0                        |

### Чемпионат Европы (до 17 лет)
| Год   | Раунд                    | И                        | В                        | Н*                       | П                        | МЗ                       | МП                       |                          |
| ----- | ------------------------ | ------------------------ | ------------------------ | ------------------------ | ------------------------ | ------------------------ | ------------------------ | ------------------------ |
| 2002  | Не квалифицировалась     | Не квалифицировалась     | Не квалифицировалась     | Не квалифицировалась     | Не квалифицировалась     | Не квалифицировалась     | Не квалифицировалась     | Не квалифицировалась     |
| 2003  | Не квалифицировалась     | Не квалифицировалась     | Не квалифицировалась     | Не квалифицировалась     | Не квалифицировалась     | Не квалифицировалась     | Не квалифицировалась     | Не квалифицировалась     |
| 2004  | Не квалифицировалась     | Не квалифицировалась     | Не квалифицировалась     | Не квалифицировалась     | Не квалифицировалась     | Не квалифицировалась     | Не квалифицировалась     | Не квалифицировалась     |
| 2005  | Не квалифицировалась     | Не квалифицировалась     | Не квалифицировалась     | Не квалифицировалась     | Не квалифицировалась     | Не квалифицировалась     | Не квалифицировалась     | Не квалифицировалась     |
| 2006  | Не квалифицировалась     | Не квалифицировалась     | Не квалифицировалась     | Не квалифицировалась     | Не квалифицировалась     | Не квалифицировалась     | Не квалифицировалась     | Не квалифицировалась     |
| 2007  | Не квалифицировалась     | Не квалифицировалась     | Не квалифицировалась     | Не квалифицировалась     | Не квалифицировалась     | Не квалифицировалась     | Не квалифицировалась     | Не квалифицировалась     |
| 2008  | Не квалифицировалась     | Не квалифицировалась     | Не квалифицировалась     | Не квалифицировалась     | Не квалифицировалась     | Не квалифицировалась     | Не квалифицировалась     | Не квалифицировалась     |
| 2009  | Не квалифицировалась     | Не квалифицировалась     | Не квалифицировалась     | Не квалифицировалась     | Не квалифицировалась     | Не квалифицировалась     | Не квалифицировалась     | Не квалифицировалась     |
| 2010  | Не квалифицировалась     | Не квалифицировалась     | Не квалифицировалась     | Не квалифицировалась     | Не квалифицировалась     | Не квалифицировалась     | Не квалифицировалась     | Не квалифицировалась     |
| 2011  | Не квалифицировалась     | Не квалифицировалась     | Не квалифицировалась     | Не квалифицировалась     | Не квалифицировалась     | Не квалифицировалась     | Не квалифицировалась     | Не квалифицировалась     |
| 2012  | Не квалифицировалась     | Не квалифицировалась     | Не квалифицировалась     | Не квалифицировалась     | Не квалифицировалась     | Не квалифицировалась     | Не квалифицировалась     | Не квалифицировалась     |
| 2013  | Не квалифицировалась     | Не квалифицировалась     | Не квалифицировалась     | Не квалифицировалась     | Не квалифицировалась     | Не квалифицировалась     | Не квалифицировалась     | Не квалифицировалась     |
| 2014  | Не квалифицировалась     | Не квалифицировалась     | Не квалифицировалась     | Не квалифицировалась     | Не квалифицировалась     | Не квалифицировалась     | Не квалифицировалась     | Не квалифицировалась     |
| 2015  | Не квалифицировалась     | Не квалифицировалась     | Не квалифицировалась     | Не квалифицировалась     | Не квалифицировалась     | Не квалифицировалась     | Не квалифицировалась     | Не квалифицировалась     |
| 2016  | Не квалифицировалась     | Не квалифицировалась     | Не квалифицировалась     | Не квалифицировалась     | Не квалифицировалась     | Не квалифицировалась     | Не квалифицировалась     | Не квалифицировалась     |
| 2017  | Групповой этап           | 3                        | 0                        | 1                        | 2                        | 3                        | 7                        |                          |
| 2018  | Четвертьфинал            | 4                        | 2                        | 1                        | 1                        | 4                        | 3                        |                          |
| 2019  | Не квалифицировалась     | Не квалифицировалась     | Не квалифицировалась     | Не квалифицировалась     | Не квалифицировалась     | Не квалифицировалась     | Не квалифицировалась     | Не квалифицировалась     |
| 2020  | Турнир отменён           | Турнир отменён           | Турнир отменён           | Турнир отменён           | Турнир отменён           | Турнир отменён           | Турнир отменён           | Турнир отменён           |
| 2021  | Будет определено позднее | Будет определено позднее | Будет определено позднее | Будет определено позднее | Будет определено позднее | Будет определено позднее | Будет определено позднее | Будет определено позднее |
| Итого | 2/19                     | 7                        | 2                        | 2                        | 3                        | 7                        | 10                       |                          |